# Uroš Đuranović
Uroš Đuranović (in serbo Урош Ђурановић?; Budua, 1º febbraio 1994) è un calciatore montenegrino, attaccante dell'Arsenal Tula.

## Carriera

### Club
Il 14 luglio 2017 viene acquistato a titolo definitivo dalla squadra ceca del Dukla Praga.

### Nazionale
Ha giocato nelle nazionali giovanili montenegrine Under-17 ed Under-21.
Nel 2022 ha giocato 3 partite con la nazionale maggiore.

## Palmarès
- Supercoppa di Malta: 1

Ħamrun Spartans: 2023
- Campionato maltese: 1

Ħamrun Spartans: 2023-2024